# Noord-Hollandse witborsteend

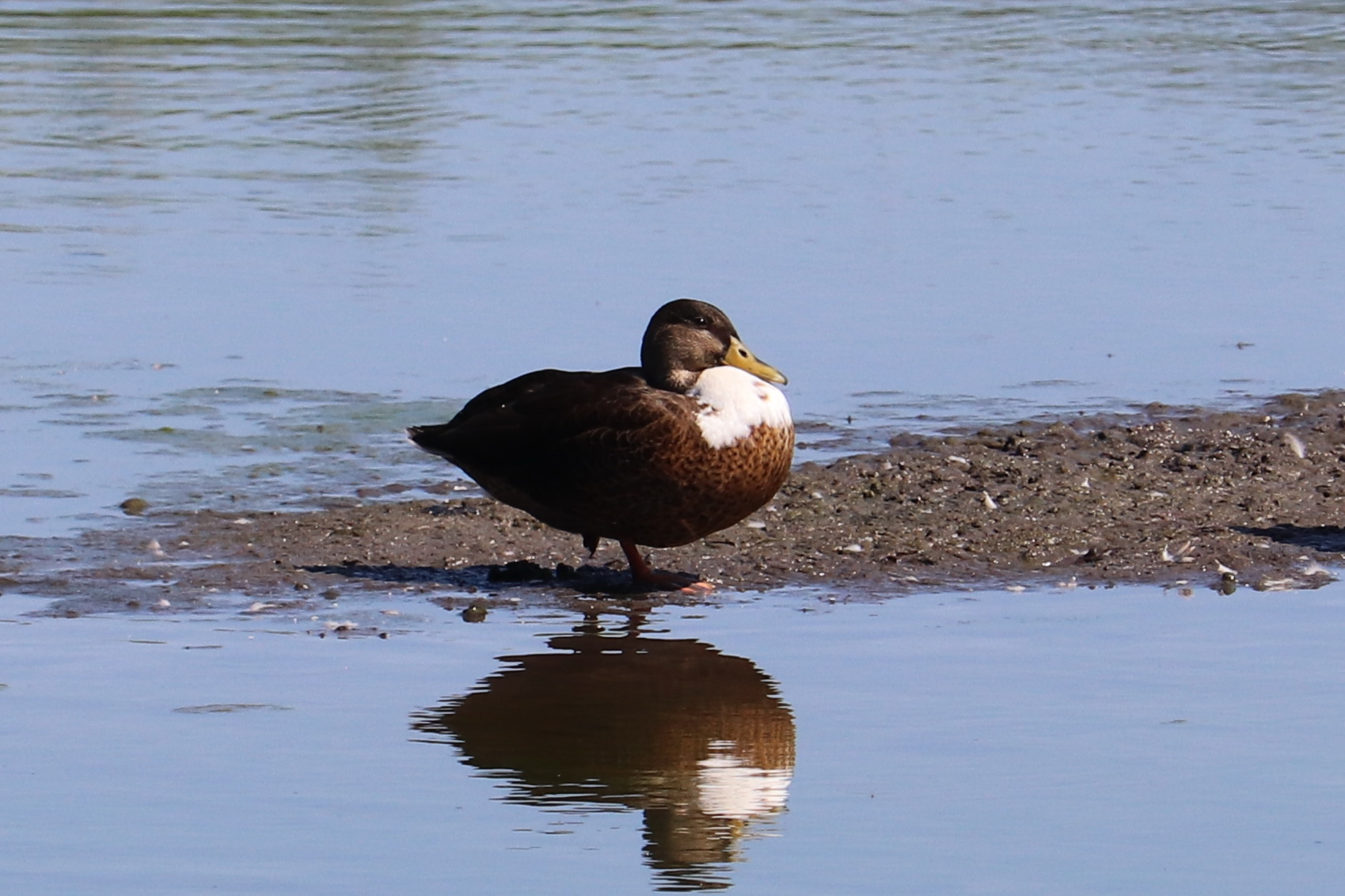
Parkeend met witte borst, mogelijk een kruising van de Wilde Eend en de Noord-Hollandse Witborsteend

De Noord-Hollandse witborsteend, ook bekend als de spreeuwkopeend of spreeuwkop, is een tamme eend, een zeldzaam Nederlands siereendenras dat afstamt van de wilde eend.

## Kenmerken
Volgens fokrichtlijnen dient de woerd 1,5 - 1,8 kg te zijn, terwijl de eend 1,4 - 1,7 kg hoort te zijn. Het is een middelgrote, slanke eend met een iets opgerichte houding. De romp van de eend dient middellang en goed gerond te zijn. Verder heeft de witborsteend middellange poten, een lange, dunne nek, een vrij lange snavel en een ronde schedel met een weinig oplopend voorhoofd.
Er is één kleurslag van dit ras, genaamd 'donker wildkleur'. Bij deze kleurslag hoort natuurlijk het witte borstvlak, dat een driehoekvorm hoort te hebben. Verder zijn de buitenste 4-6 handpennen wit, waarbij de tentoonstellingen een voorkeur hebben voor symmetrie. De woerd hoort oranjerode poten te hebben en een blauwgrijze snavel, terwijl de eenden donkeroranje poten hebben en een donkergrijze of zwarte snavel.

## Oorsprong
De exacte oorsprong van dit ras is niet bekend, maar wel dat deze eend veel gehouden werd in het polderrijke gebied van de Zaanstreek. Verder is het bekend dat dit ras steeds populairder werd gedurende de 17e eeuw. In die tijd was het vrij gebruikelijk om een aantal halfverwilderde eenden op het erf te hebben, omdat ze weinig onderhoud nodig hadden, en wel elke zomer de eieren geraapt konden worden. Deze vogels waren geleewiekt, waardoor ze niet de keus hadden om naar elders te vertrekken. In de zomermaanden broedden de eenden in eendenkorven, waardoor de boer de eieren kon rapen, waarbij één ei achtergelaten werd zodat de eierproductie door bleef gaan. Het eierseizoen liep gedurende een maand, waarna de eenden met rust werden gelaten. Deze maand van eieren rapen was ook deels omdat de kuikens begin mei hun kostje volledig in de sloten konden vinden, zonder dat de eigenaar zelf veel hoefde bij te voeren. In de winter werden de dieren naar binnen gelokt.
In de 19e eeuw werd echter besloten dat al deze loslopende eenden te veel schade voor de omringende weilanden veroorzaakten. Er werd een ophokplicht ingesteld en het werd dus onmogelijk om de eenden half verwilderd rond te laten lopen. Dit zorgde ervoor dat dit eendenras steeds minder populair werd, en een groot deel volledig verwilderde en met de wilde eend ging vermengen.
De vermeende reden dat de witborsteenden de kenmerkende witte borst hebben, is dat ze halfwild rondscharrelden, waardoor het lastig was voor jagers om onderscheid te maken tussen een wilde eend en een tamme eend met eigenaar. De witte borst is dus gefokt om de jagers een makkelijk onderscheid te geven tussen de twee. Naast de witte borst zijn ook de handpennen een handig verschil tussen de wilde en tamme eenden, omdat deze dieren vaak vanuit de lucht neergeschoten werden en de handpennen dan heel goed zichtbaar waren. Om nog extra op deze makkelijke identificator te kapitaliseren, werd dit ras ook wel als lokeend gebruikt om wilde eendensoorten in een eendenkooi te lokken.
Voordat grootschalig gebruik werd gemaakt van ringen waren er drie manieren om gedomesticeerde eenden te merken zodat de eigenaar de eigen eenden kon herkennen. Ten eerste gebruikten deze eendeneigenaren vooral perforatiemerken in de teenvliezen, waardoor elke lokale eigenaar de eigen eenden makkelijk tussen de andere eenden op de polder kon herkennen. De tweede manier was het deels of volledig wegnemen van de achterteen. De derde en minst diervriendelijke manier was het inkerven van de snavel met een herkenningsteken.
De reden dat de Noord-Hollandse witborsteend ook wel bekend stond als de spreeuwkopeend of spreeuwkop, is omdat het dier ooit met een langere snavel gefokt werd. De snavel leek door het lange, dunne formaat een beetje op de snavel van de spreeuw.

## Fokkerij
De Noord-Hollandse witborsteend heeft als verzorging niet veel anders nodig dan andere tamme eendenrassen, aangezien er niet veel fysieke afwijkingen in dit ras zitten naast de licht aangepaste snavel. De meeste kenmerken van dit ras zitten dan ook in de kleur, wat voor een relatief gezond dier zorgt.
Hoewel er niet veel meer van zijn, stond de witborsteend wel bekend als een goede legeend die jaarlijks rond de 160 eieren legde. Dit is tegenwoordig niet voldoende meer in grootschalige kwekerijen, wat een van de redenen is voor het verlies in populariteit van dit ras, maar is vergeleken met andere sierrassen zeker geen slechte opbrengst.
Ten slotte wordt er met de individuen die er nog wel zijn nog regelmatig meegedaan aan kleindiertentoonstellingen, waar de eenden beoordeeld worden op de criteria bepaald door de vereniging. De twee belangrijkste aspecten van deze keuring zijn de snavelkleur en de 4-6 witte handpennen die in dit ras gefokt waren om jagers te laten weten dat dit een tamme eend is. Het grootste probleem van deze tentoonstellingen is dat het ras zodanig zeldzaam is dat de meeste keurmeesters simpelweg niet bekend zijn met het ras en de criteria, waardoor de keuring soms onbetrouwbaar kan zijn.

## Status in Nederland
De Noord-Hollandse witborsteend staat vanaf 2024 als kritiek beschreven door de CGN afdeling van Wageningen University & Research. De populatie was in oktober 2024 nog slechts 20 vrouwelijke dieren, met een dalende trend.
Sinds 14 maart 2003 heeft het Ministerie van Landbouw, Visserij, Voedselzekerheid en Natuur (LVVN), na aanraden van de Stichting Zeldzame Huisdierrassen (SZH), onder andere de Noord-Hollandse witborsteend een vrijstelling voor de ruimingen in verband met vogelgriep (Aviare Influenza) gegeven. Dit is omdat, volgens de SZH, deze dieren een onmisbare functie vervullen bij de instandhouding van deze rassen. Deze vrijstelling geldt voor nog 27 andere bedreigde pluimveerassen.